# عصر اسطوره‌ها
عصر اسطوره‌ها (به انگلیسی: Age of Mythology) یک بازی ویدئویی بر پایه اسطوره‌شناسی در سبک استراتژی هم‌زمان است که توسط استودیو انسمبل طراحی و ساخته شد. این بازی برای نخستین بار توسط مایکروسافت گیم استودیوز در ۳۰ اکتبر ۲۰۰۲ در منطقه آمریکای شمالی و در ۱۱ نوامبر همان سال در اروپا منتشر گشت. عصر اساطیر یک نسخه فرعی از مجموعه بازی‌های عصر فرمانروایان محسوب می‌گردد. این بازی به اسطوره‌شناسی دوران‌هایی چون اساطیر یونانی، مصر باستان و اسطوره‌شناسی اسکاندیناوی می‌پردازد. در سال ۲۰۰۳ یک بسته الحاقی با عنوان عصر اسطوره‌ها: تایتان‌ها عرضه شد. در ۸ مه ۲۰۱۴، عصر اساطیر نسخه توسعه‌یافته از طریق استیم برای مایکروسافت ویندوز در دسترس قرار گرفت. همچنین نسخه‌ای بازسازی شده از این عنوان تحت نام عصر اسطوره‌ها: باز روایت در ۴ سپتامبر ۲۰۲۴، برای ویندوز و کنسول ایکس‌باکس سری اکس/اس منتشر شد.

## روند بازی
مانند بسیاری دیگر از بازی‌های استراتژی هم‌زمان، عصر اساطیر بر اساس ایجاد شهرها و ساختمان‌ها، جمع‌آوری منابع، ایجاد ارتش و در نهایت از بین بردن واحدهای دشمن طراحی شده است. در این روش، بازیکن قادر به شکست و فتح شهرها و تمدن‌های رقیب است. بازیکن با قبیله خود در چهار «عصر» به بازی می‌پردازد: عصر کهنه، عصر کلاسیک، عصر قهرمانان و در نهایت عصر اساطیر. هر ارتقاء به عصر بالاتر احتیاج به منابع و برخی ساختمان‌ها دارد و فناوری‌های جدیدی به همراه دارد.

## داستان

نمایی از بازی در منطقه مصر. یکی از طرفین از شهاب سنگ که قدرت یکی از خدایان خود است و تنها یک بار در هر بازی قابل استفاده است استفاده کرده است.

سه تمدن قابل در بازی عصر اساطیر وجود دارد: که یونانیان، مصریان، و مردمان شمالی اروپا (اسکاندیناوی) هستند. هر تمدنی دارای خدایان اصلی از جمله زئوس، رع یا اودین است. بازیکن یکی از خدایان را قبل از شروع بازی انتخاب می‌کند. در حین بازی بازیکن پس از ساختن ساختمان‌های مورد نیاز و جمع‌آوری منابع مورد نیاز با انتخاب یکی از الهه‌ها به عصر بعدی می‌رود. هر تمدن علاوه بر سربازان مخصوص به خود امکان پرورش موجودات افسانه‌ای که به واسطهٔ الهه‌ها در اختیار قرار می‌گیرد را نیز دارد. چهار منبع در عصر اساطیر وجود دارد: غذا، چوب، طلا و حمایت خدایان؛ بر خلاف بازی‌های قبلی ساخته شده توسط استودیو انسمبل این بازی منابع سنگ را شامل نمی‌شود. منابع برای آموزش واحدها، ساخت ساختمان‌ها، و فناوری‌های جدید مورد استفاده قرار می‌گیرند. واحد غیرنظامی یعنی روستاییان یونانی، شکارچیان و کوتوله‌های شمالی، کارگران مصری و قایق‌های ماهیگیری برای جمع‌آوری منابع استفاده می‌شوند. صید حیوانات، جمع‌آوری میوه‌ها، برداشت دام، کشاورزی و ماهیگیری روش‌هایی هستند که از طریق آن می‌توان مواد غذایی را جمع‌آوری کرد. چوب را تنها با قطع کردن درختان می‌توان بدست آورد و طلا از طریق برداشت از معادن طلا، تجارت و دریافت مالیات بدست می‌آید. هر تمدنی می‌تواند با ارتقاء سطح خود میزان جمع‌آوری این منابع را افزایش دهد.

## بازتاب‌ها
| گردآورنده  | امتیاز |
| ---------- | ------ |
| گیم‌رنکینگز | ۸۹٪    |
| متاکریتیک  | ۸۹٪    |

| ناشر                     | امتیاز        |
| ------------------------ | ------------- |
| گیم اینفورمر             | ۹٫۵ out of 10 |
| گیم رولیشن               | B+            |
| گیم‌اسپات                 | ۹٫۲/۱۰        |
| آی‌جی‌ان                   | ۹٫۳/۱۰        |
| پی‌سی گیمر (ایالات متحده) | ۸۶٪           |

تا ماه اوت ۲۰۰۶ در ایالات متحده ۸۷۰٬۰۰۰ نسخه فروخت و ۳۱٬۹ میلیون دلار درآمد کسب کرد.